# کیک فرشته
کیک فرشته (به انگلیسی: Angel cake) یا اِنجل کیک، نوعی کیک اسفنجی چند لایه در بریتانیا است که از دو یا سه لایه کیک اسفنجی شیرین (معمولا به رنگ‌های قرمز، صورتی و سفید) و یک لایه نازک از کرم سفید تشکیل شده‌است.